# Ješkova Ves
Ješkova Ves es un municipio del distrito de Partizánske en la región de Trenčín, Eslovaquia, con una población estimada a final del año 2024 de 494 habitantes.
Se encuentra ubicado al sur de la región, cerca del río Nitra (cuenca hidrográfica del Danubio) y de la frontera con la región de Nitra.

## Demografía
| Año        | 1994 | 2004    | 2014    | 2024    |
| ---------- | ---- | ------- | ------- | ------- |
| Población  | 539  | 504     | 505     | 494     |
| Diferencia |      | −6,49 % | +0,19 % | −2,17 % |

| Año        | 2023 | 2024    |
| ---------- | ---- | ------- |
| Población  | 498  | 494     |
| Diferencia |      | −0,80 % |